# Finnøy
Finnøy este o comună din provincia Rogaland, Norvegia.